# Нью-Берн (Північна Кароліна)

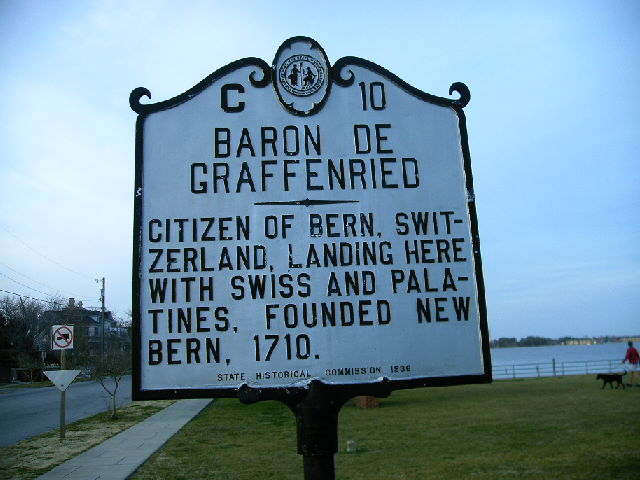
Історична вивіска Нью-Берна.

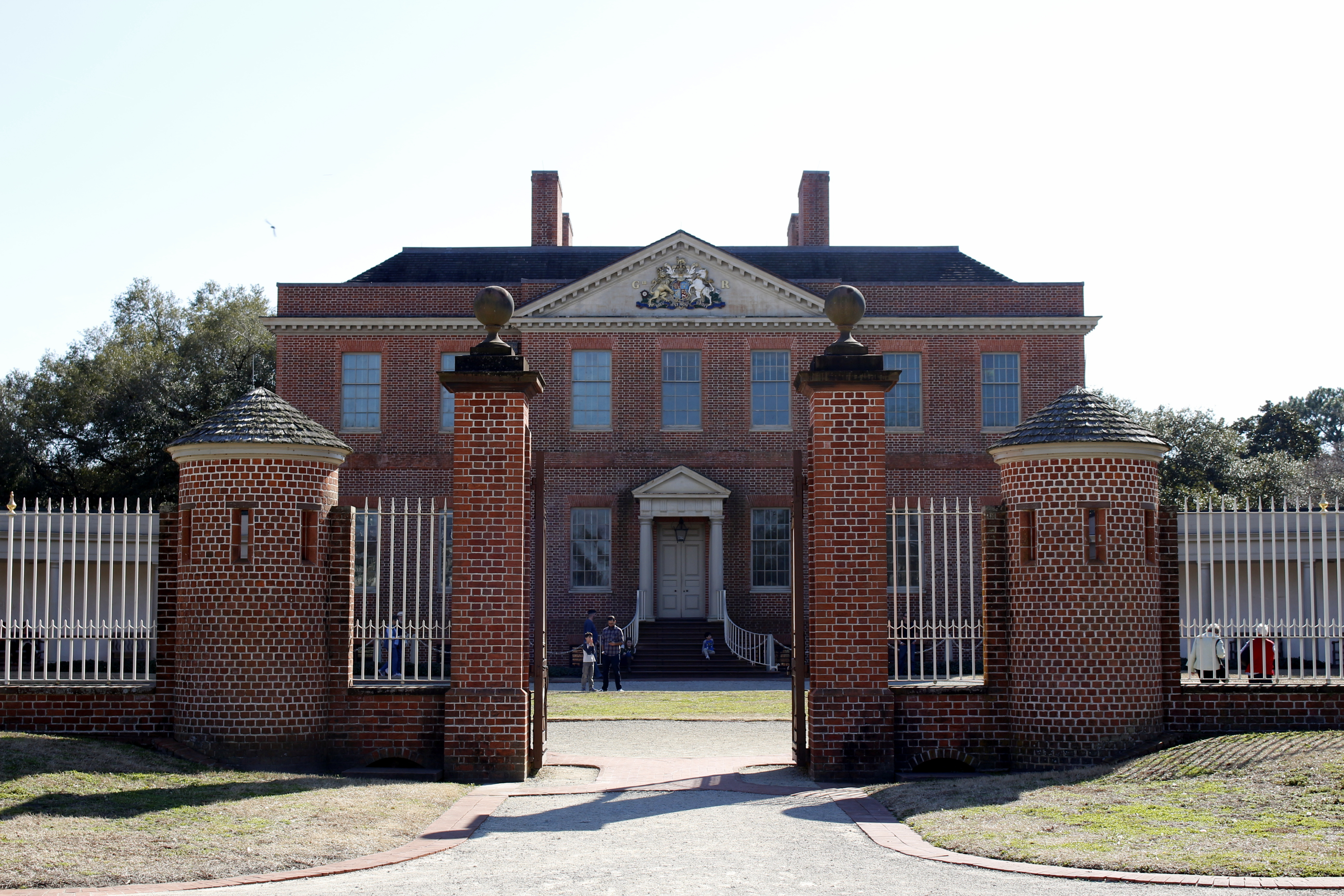
Трайон-палац, реконструйований 2008 року.

Нью-Берн (англ. New Bern) — місто (англ. city) в США, адміністративний центр округу Крейвен штату Північна Кароліна. Населення — 29 524 особи (2010). Розташоване в місці впадання річки Трент у Ньюс за 140 км від Вілмінгтона. Це друге найстаріше місто Північної Кароліни (після Бата). Колишня столиця спочатку колоніальної Північної Кароліни, а потім штату.

## Географія
Нью-Берн розташований за координатами 35°5′33″ пн. ш. 77°4′19″ зх. д. / 35.09250° пн. ш. 77.07194° зх. д. (35.092585, -77.071831).  За даними Бюро перепису населення США в 2010 році місто мало площу 76,86 км², з яких 73,11 км² — суходіл та 3,74 км² — водойми.

### Клімат
| Клімат : Нью-Берн                 | Клімат : Нью-Берн | Клімат : Нью-Берн | Клімат : Нью-Берн | Клімат : Нью-Берн | Клімат : Нью-Берн | Клімат : Нью-Берн | Клімат : Нью-Берн | Клімат : Нью-Берн | Клімат : Нью-Берн | Клімат : Нью-Берн | Клімат : Нью-Берн | Клімат : Нью-Берн | Клімат : Нью-Берн |
| Показник                          | Січ.              | Лют.              | Бер.              | Квіт.             | Трав.             | Черв.             | Лип.              | Серп.             | Вер.              | Жовт.             | Лист.             | Груд.             | Рік               |
| Абсолютний максимум, °C           | 27,2              | 31,1              | 32,2              | 35,0              | 37,8              | 40,6              | 41,1              | 39,4              | 38,3              | 36,1              | 30,6              | 28,3              | 41,1              |
| Середній максимум, °C             | 12,5              | 14,4              | 18,3              | 23,1              | 26,8              | 30,4              | 31,9              | 31,1              | 28,3              | 23,7              | 19,1              | 14,2              | 22,8              |
| Середній мінімум, °C              | 1,1               | 2,3               | 5,6               | 10,1              | 14,8              | 19,7              | 22,0              | 21,3              | 18,3              | 11,9              | 6,6               | 2,3               | 11,3              |
| Абсолютний мінімум, °C            | −17,2             | −14,4             | −8,9              | −1,7              | 0,0               | 6,7               | 12,8              | 10,0              | 6,1               | −3,3              | −8,3              | −20               | −20               |
| --------------------------------- | ----------------- | ----------------- | ----------------- | ----------------- | ----------------- | ----------------- | ----------------- | ----------------- | ----------------- | ----------------- | ----------------- | ----------------- | ----------------- |
| Джерело: National Weather Service |                   |                   |                   |                   |                   |                   |                   |                   |                   |                   |                   |                   |                   |

## Демографія
Згідно з переписом 2010 року, у місті мешкали 29 524 особи в 12 770 домогосподарствах у складі 7713 родин. Густота населення становила 384 особи/км².  Було 14471 помешкання (188/км²).
Расовий склад населення:
| - 57,9 % — білих - 33,2 % — чорних або афроамериканців - 3,6 % — азіатів - 0,4 % — корінних американців - 0,1 % — вихідців з тихоокеанських островів - 2,5 % — осіб інших рас |

До двох чи більше рас належало 2,4 %. Частка іспаномовних становила 5,8 % від усіх жителів.
За віковим діапазоном населення розподілялося таким чином: 22,8 % — особи молодші 18 років, 59,3 % — особи у віці 18—64 років, 17,9 % — особи у віці 65 років та старші. Медіана віку мешканця становила 38,8 року. На 100 осіб жіночої статі у місті припадало 87,5 чоловіків;  на 100 жінок у віці від 18 років та старших — 83,0 чоловіків також старших 18 років.
Середній дохід на одне домашнє господарство  становив 53 772 долари США (медіана — 41 148), а середній дохід на одну сім'ю — 64 905 доларів (медіана — 51 423). Медіана доходів становила 41 767 доларів для чоловіків та 31 347 доларів для жінок. За межею бідності перебувало 19,9 % осіб, у тому числі 34,3 % дітей у віці до 18 років та 10,0 % осіб у віці 65 років та старших.
Цивільне працевлаштоване населення становило 12 066 осіб. Основні галузі зайнятості: освіта, охорона здоров'я та соціальна допомога — 29,2 %, виробництво — 15,0 %, мистецтво, розваги та відпочинок — 12,1 %.